# Wade Bell
Wade Bell (Charles Wade Bell; * 3. Januar 1945 in Ogden, Utah; † 4. Juli 2024 in Eugene, Oregon) war ein US-amerikanischer Mittelstreckenläufer, der sich auf die 800-Meter-Distanz spezialisiert hatte.
1967 siegte er bei den Panamerikanischen Spielen in Winnipeg, und 1968 schied er bei den Olympischen Spielen in Mexiko-Stadt im Vorlauf aus.
1967 und 1968 wurde er US-Meister über 880 Yards bzw. 800 m. 1967 holte er außerdem für die University of Oregon startend den NCAA-Titel über 880 Yards.
Bell starb am 4. Juli 2024 im Alter von 79 Jahren.

## Persönliche Bestzeiten
- 800 m: 1:45,0 min, 9. Juli 1967, Los Angeles
- 1 Meile: 3:59,8 min, 2. Juni 1966, Eugene